# Comuna Milcov, Olt
Milcov este o comună în județul Olt, Muntenia, România, formată din satele Milcovu din Deal, Milcovu din Vale, Stejaru și Ulmi (reședința).

## Demografie
Componența etnică a comunei Milcov
     Români (94,48%)
     Alte etnii (0,13%)
     Necunoscută (5,39%)
Componența confesională a comunei Milcov
     Ortodocși (93,79%)
     Alte religii (0,5%)
     Necunoscută (5,71%)
Conform recensământului efectuat în 2021, populația comunei Milcov se ridică la 1.595 de locuitori, în creștere față de recensământul anterior din 2011, când fuseseră înregistrați 1.546 de locuitori. Majoritatea locuitorilor sunt români (94,48%), iar pentru 5,39% nu se cunoaște apartenența etnică. Din punct de vedere confesional, majoritatea locuitorilor sunt ortodocși (93,79%), iar pentru 5,71% nu se cunoaște apartenența confesională.

## Politică și administrație
Comuna Milcov este administrată de un primar și un consiliu local compus din 11 consilieri. Primarul, Marin Dorobanțu[*], de la Partidul Social Democrat, este în funcție din 2016. Începând cu alegerile locale din 2024, consiliul local are următoarea componență pe partide politice:
|  | Partid                    | Consilieri | Componența Consiliului | Componența Consiliului | Componența Consiliului | Componența Consiliului | Componența Consiliului | Componența Consiliului |
|  | ------------------------- | ---------- | ---------------------- | ---------------------- | ---------------------- | ---------------------- | ---------------------- | ---------------------- |
|  | Partidul Social Democrat  | 6          |                        |                        |                        |                        |                        |                        |
|  | Partidul Național Liberal | 5          |                        |                        |                        |                        |                        |                        |